# HarperCollins
HarperCollins ist ein US-amerikanischer Verlag mit Hauptsitz in New York. HarperCollins ist ein Tochterunternehmen von Rupert Murdochs News Corporation, entstanden durch die Fusion des amerikanischen Verlagshauses Harper & Row (seit 1987 im Besitz von News Corporation) und des britischen Verlagshauses William Collins & Sons im Jahr 1990.
Weltweiter Chief Executive Officer von HarperCollins ist seit 2008 Brian Murray, der Jane Friedman (seit 1997) ablöste.
Im Oktober 2011 wurde bekannt, dass HarperCollins das Verlagshaus Thomas Nelson für einen nicht genannten Preis von Kohlberg Kravis Roberts & Co. übernimmt. Somit wird HarperCollins der dritte Besitzer des Unternehmens im Laufe der letzten achtzehn Monate. HarperCollins hat die christlich-religiösen Verlage Zondervan und Thomas Nelson sowie das Bibel-Softwareunternehmen Olive Tree Bible Software, Inc. in der Division HarperCollins Christian Publishing zusammengefasst.

## Browse Inside
Seit Februar 2008 bietet HarperCollins auf seiner Internetseite unter Books den Link Browse Inside. Unter diesem Link werden kostenfrei vollständige Bücher angeboten. Sie sind dort für ein Jahr abrufbar.

## Kontroversen
Ende 2014 wurde bekannt, dass die zu HarperCollins UK gehörende Collins Bartholomew Ltd. einen Schulatlas für den arabisch-muslimischen Markt herausgebracht hat, bei dem Israel auf der Landkarte fehlte und sein Staatsgebiet Jordanien und Syrien zugeschlagen wurde. Collins Bartholomew begründete dies damit, dass es für die Kundschaft am Persischen Golf unakzeptabel sei, wenn Israel auf Karten des Nahen Ostens enthalten sei. Nach dem Bekanntwerden und Protesten hat der Verlag sich auf Facebook entschuldigt und die Rücknahme und Vernichtung der Restbestände behauptet.

## Verlage/Imprints
HarperCollins unterteilt sich in folgende Imprints und Divisionen:
| HarperCollins General Books Group – U.S. | HarperCollins Children’s Books Group – U.S. | HarperCollins U.K. | HarperCollins Canada                                          |                                                                                                   |
| --- | --- | --- | ------------------------------------------------------------- | ------------------------------------------------------------------------------------------------- |
| - Amistad - Avon - Avon Inspire - Avon Red - Broadside Books - Caedmon - Ecco Press - Harper - Harper Business - Harper Design - Harper Luxe - Harper paperbacks - Harper Perennial - Harper Perennial Modern Classics - Harper Voyager - HarperAudio - HarperBibles - HarperCollins e-Books - HarperOne - It Books - Rayo - William Morrow & Company - William Morrow Trade Paperbacks | - Amistad - Balzer + Bray - Collins - Greenwillow Books - HarperCollins Children’s Audio - HarperCollins Children’s Books - HarperCollins e-books - HarperFestival - HarperTeen - Katherine Tegen Books - Rayo - Walden Pond Press | - Avon - Blue Door - Collins - Collins Education - Collins Geo - Collins Language - Fourth Estate - Harper - Harper NonFiction - HarperAudio - HarperCollins Children’s Books - HarperPress - The Friday Project - Voyager |                                                               |                                                                                                   |
| HarperCollins Australia | HarperCollins India | HarperCollins New Zealand | HarperCollins Christian Publishing                            | HarperCollins Deutschland                                                                         |
| | | | - Zondervan - Thomas Nelson - Olive Tree Bible Software, Inc. | Sitz in Hamburg - Schneiderbuch - Gräfe und Unzer - Dragonfly - Reverie - Ecco - Nagel und Kimche |